# Пирофосфат свинца(II)
Пирофосфат свинца(II) — неорганическое соединение,
соль свинца и пирофосфорной кислоты
с формулой Pb2P2O7,
бесцветные (белые) кристаллы,
не растворяется в воде,
образует кристаллогидрат.

## Получение
- Обменная реакция пирофосфата натрия с растворимой солью свинца:

{\displaystyle {\mathsf {2Pb(NO_{3})_{2}+Na_{4}P_{2}O_{7}\ {\xrightarrow {}}\ Pb_{2}P_{2}O_{7}\downarrow +4NaNO_{3}}}}

## Физические свойства
Пирофосфат свинца(II) образует бесцветные (белые) кристаллы
триклинной сингонии, пространственная группа P 1, параметры ячейки a = 0,6914 нм, b = 0,6966 нм, c = 1,2751 нм, α = 96,82°, β = 91,14°, γ = 89,64°, Z = 4
.
Не растворяется в воде.
Образует кристаллогидрат состава Pb2P2O7•H2O.